# Álvaro Corral
Álvaro Corral Echazarreta (* 30. Mai 1983 in Logroño) ist ein spanischer Fußballspieler. Seit 2010 spielt er für den CD Mirandés in der spanischen zweiten Liga.

## Karriere
Corral begann seine Karriere beim Drittligisten CD Aurrerá de Vitoria. Nach dem Zwangsabstieg in die vierte Liga 2003 wechselte er zum CD Recreación de La Rioja. 2005 wechselte er zum FC Zamora. 2006 wechselte er zum FC Palencia, mit dem er 2008 in die vierte Liga abstieg. Danach wechselte er zum Drittligisten UE Sant Andreu. Im Januar 2009 wechselte er zum FC Águilas. Im Sommer 2009 wechselte er zum CD Alfaro. Im Januar 2010 wechselte er zum Drittligisten CD Izarra. Im Sommer 2010 ging er zum CD Mirandés, mit dem er 2012 in die zweite Liga aufstieg. Sein Zweitligadebüt gab er am 3. Spieltag 2012/13 gegen Deportivo Xerez.